# 第一伸銅科技
第一伸銅科技（First Copper Technology Co., Ltd, FCC），簡稱第一銅, 為華榮集團旗下企業，1969年7月由王玉雲、王玉發兄弟創立，原名「第一電線電纜股份有限公司」，目前主要產品為各式高精密銅片。

## 企業沿革
- 1969年，創立「第一電線電纜股份有限公司」。
- 1971年，更名為「第一銅製品股份有限公司」。
- 1972年，更名為「第一銅鐵工業股份有限公司」。
- 1989年，股票於台灣證券交易所上市 (股票代號2009)。
- 2000年，更名為「第一伸銅科技股份有限公司」，並轉型供應電子 、半導體產業用材料[3]。
- 2021年，入選為MSCI全球小型指數成分股[4]。

## 關係企業
- 華榮電線電纜股份有限公司

## 外部連結
第一伸銅科技官網 （页面存档备份，存于）